# Montecatini Terme
Montecatini Terme je grad i općina s 21.670 stanovnika (30. travnja 2025.) u pokrajini Pistoia, Toskana. Grad je dom važnog termalnog lječilišta, što turizam čini jednom od glavnih gospodarskih aktivnosti područja. Montecatini Terme se može pohvaliti s više od 200 hotela svih kategorija. Montecatini se također smatra središtem secesijske arhitekture u Italiji.
Godine 2021., Montecatini Terme su, zajedno s 10 drugih toplica, postale dijelom međunacionalne UNESCO-ve svjetske baštine poznate kao „Veliki lječilišni gradovi Europe”, upravo zbog svojih poznatih termalnih izvora i arhitektonskog svjedočanstva uspona europske kulture kupki u 18. i 19. stoljeću.

## Zemljopis
Montecatini Terme se nalazi u središtu Valdinievolea, doline Nievole, otprilike na pola puta između Firence i Viareggia. Na sjeveru je općina omeđena planinama Pistoia, posljednjim ograncima Apeninskog lanca, a na jugoistoku močvarom Fucecchio.
Općina uključuje planinsko selo Montecatini Alto, čije je izvorno središte naselja povezano s donjim gradom jednom od najstarijih uspinjača koje su još uvijek u funkciji u Italiji, Funicolare di Montecatini Terme, iz 1898. godine.
Na temelju tridesetogodišnjeg referentnog prosjeka (1961. - 1990.), prosječna temperatura najhladnijeg mjeseca, siječnja, iznosi +6,3 °C; dok prosječna temperatura najtoplijeg mjeseca, srpnja, iznosi +24,3 °C.
Prosječna godišnja količina oborina je iznad 1000 mm i raspoređena je u prosjeku tijekom 95 kišnih dana u godini. Oborine imaju relativni minimum ljeti, vrhunac u jesen i sekundarni maksimum između zime i proljeća.

## Povijest
Ljudska prisutnost na području Montecatini Termi se može pratiti od prapovijesti, tj. od mezolitika kada nastaju naselja u brdovitom području Valdinievolea. 
Podaci o termalnim izvorima postoje od rimskog doba, a posebice od srednjeg vijeka kad se spominju i toplice. Tada su se stanovnici, koji su živjeli u močvarnim dolinama, morali nositi s epidemijama, bolestima i ratovima između gradova Firence, Pise i Lucce, koji su se borili za prevlast u Toskani na području Montecatinija. To je prisililo stanovništvo da se preseli u brda koja okružuju Montecatini i da se tamo utvrde (Montecatini Alto).
U bitci kod Montecatinija 1315. godine gibelinska vojska porazila je gvelfsku vojsku velike koalicije gradova pod vodstvom Firence. Vjeruje se da je u ovoj bitci sudjelovao i Dante Alighieri.
Od 1339. nadalje, Montecatini je bio pod vlašću Firence, a time i Medicija, koji nisu donijeli značajniju korist toplicama ili gradu Montecatini. Tijekom svoje vladavine, Medici su zarađivali novac, između ostalog, iznajmljivanjem farmi i ribolovom. Zauzvrat su branili stanovnike regije i pružali im financijsku pomoć za isušivanja močvara. Godine 1447. Firenca je odobrila i doprinos za obnovu termalnih kupelji. 
Cosimo de' Medici bio je prvi koji je izgradio most-branu kako bi premostio blatnjave vode područja. Ova inicijativa donijela je neka poboljšanja i regija Valdinievole je doživila porast stanovništva. Godine 1554., Montecatini se našao u središtu sukoba između Karla V., saveznika Cosima I. de' Medicija, i sijenskih i francuskih milicija stacioniranih u dvorcu pod zapovjedništvom Pietra Strozzija. Cosimo je stoga dao srušiti dvorac.
Novi gospodari Toskane, Franjo Stjepan Lotarinški i njegova supruga, Marija Terezija, su zbog novih epidemija i gladi dali kanalizirati stajaće izvorske vode u Valdinievoleu kroz kanale, kako bi naselili zemljišta u blizini Padule, čime su se revitalizirali poljoprivreda i stočarstvo.
Povijest toplica započela je zahvaljujući velikom vojvodi Petru Leopoldu. Veliki vojvoda otišao je u Montecatini 1772. godine i naredio rušenje dvoraca i obrane Ponte a Cappiano, a dao je i da znanstvenici pregledaju područje. Započela je kanalizacija termalnih mineralnih voda i obnova grada, čime je ostvaren koncept modernog topličkog grada Bagni di Montecatini. Petar Leopold se sa svojom obitelji nekoliko puta vraćao u grad kako bi provjerio napredak radova.
Njegov sin, Ferdinand III. Toskanski, je 10. lipnja 1817. predao je kompleks Bagni di Montecatini općini, te od 1818. godine toplicama je upravljala delegacija sastavljena od istaknutih osoba tog vremena, uključujući i oca Giuseppea Giustija. Ova nova uprava donijela je inovacije i poboljšanja toplica.
Godine 1860. Montecatini je postao dio pokrajine Lucca, sa sjedištem u Montecatini Altu. Počevši od 1889., zahvaljujući Međunarodnom medicinskom kongresu u Firenci, grad se aktivirao na području termalne medicine (balneologija). Iste godine, urbanistički plan koji je predložio i pokrenuo Pietro Leopoldo proširen je i poboljšan, a 1898. godine otvorena je uspinjača do dvorca. Između kraja 19. stoljeća i prvih desetljeća 20. stoljeća hoteli su se povećavali u broju i kvaliteti, a postojala je i potreba za kombiniranjem zabave, opuštanja i sporta. Posljedično, nicali su trendovski restorani, kazališta, noćni klubovi i kasino, a poznate osobe počele su posjećivati grad. Zapravo, na ulicama s drvoredom, u parkovima ili drugim gradskim prostorima, bilo je lako sresti slavne osobe kao što su: Giuseppe Verdi (koji je ovdje živio 10 godina), Pietro Mascagni, Ruggero Leoncavallo, Trilussa, Beniamino Gigli i Luigi Pirandello; između ostalih. Od 1904. do 1915. osnovane su termalne kupelji Torretta i Excelsior. 
Ugo Giovannozzi restaurirao je Leopoldine kupelji i Tettuccio kupelji od 1919. do 1928. godine. Benito Mussolini je također posjetio objekte kako bi pratio korištenje državnih sredstava za obnovu. Dana 28. listopada 1928. ime je promijenjeno u Montecatini Terme. Godine 1928. općina Montecatini, zajedno sa svim ostalim općinama Valdinievolea, prešla je iz pokrajine Lucca u novoosnovanu pokrajinu Pistoia.
Tijekom Drugog svjetskog rata, Don Giulio Facibeni vodio je sirotište firentinske djece u Villi Forini Lippi u Montecatiniju. Tamo su se skrivala i židovska djeca, zbog čega je Facibeni dobio odlikovanje „Pravednik među narodima” od Instituta Yad Vashem u Jeruzalemu.
Dana 24. listopada 1957. godine, slavni francuski modni dizajner Christian Dior umro je u Grand Hotelu & La Pace u Montecatini Termama.

## Znamenitosti
Najvažniji gradski termalni kompleksi uključuju Terme Excelsior, čija je prva zgrada otvorena 27. lipnja 1907.; Terme La Fortuna, čiji je izvor otkriven 1853.; Terme Nuove Redi, osnovane 1920-ih i potpuno obnovljene 1964.; Terme Tettuccio, koje je projektirao Gaspare Maria Paoletti između 1779. i 1781.; Terme Leopoldine, koje datiraju iz 1775.; i Terme Torretta, obnovljene između 1925. i 1928. godine.
Grad je također bogat vjerskim građevinama kao što su: romanička crkva San Pietro Apostolo (obnovljena u 17. st.), samostan i crkva Santa Maria a Ripa (16. st.), crkva Santi Jacopo e Filippo (1764.), Santa Maria Assunta (1962.); ali i građanskim građevinama kao što su: Villa Forini Lippi (17. st.) okružena sa 2ha parkova, veliko kazalište na otvorenom - Teatro Verdi (1829.) koje je obnovljeno i otvoreno 1930., Gradska vijećnica (Palazzo Comunale, 1914.) s raskošnom stucco fasadom, kolonadom i svodom s freskama koje je oslikao Galileo Chini Padiglioncino Tamerici, secesijska (tal. Stilo Liberty) solana Padiglioncino Tamerici (1902.).
Oko 1,5 kilometara sjeverno od grada nalazi se stalaktitska špilja Grotta Maona; otvorena za posjetitelje od 1. travnja do 15. listopada.
Grad ima privatnu uspinjaču, koja je identične konstrukcije kao Nerobergbahn u Wiesbadenu, ali je na električni pogon.
Šetnica slave se nalazi uz pločnik ulice Viale Giuseppe Verdi i sastoji se od kružnih ploča s imenima slavnih osoba koje su posjetile Montecatini Terme.
- Toranj sa satom Montecatini Alto (Torre dell'Orologio)
- Padiglione Regina
- Palazzo del Comune, gradska vijećnica
- Terme Tamerici
- Salon u Grand Hotel & La Pace
- Donja stanica uspinjače

## Stanovništvo
Broj stanovnika Montecatini Terma gotovo je kontinuirano rastao od druge polovice 19. stoljeća, posebno između 1881. i 1931. kada se broj stanovnika utrostručio na preko 12.000, da bi vrhunac dosegao 1981. godine, s 21.582 stanovnika, nakon čega je otpočeo kontinuirani pad. Nakon popisa stanovništva iz 2011. god., broj stanovnika se povećao, zbog pozitivnog migracijskog prirasta. Tako je 2023. godine u Montecatini Termama stanovalo 1.445 Rumunja i 826 Albanaca.
| Godina | Broj stanovnika |
| ------ | --------------- |
| 1861.  | 3.315           |
| 1871.  | 3.810           |
| 1881.  | 3.871           |
| 1901.  | 6.051           |
| 1911.  | 8.279           |
| 1921.  | 10.066          |
| 1931.  | 12.399          |
| 1936.  | 12.817          |
| 1951.  | 14.847          |

| Godina | Broj stanovnika |
| ------ | --------------- |
| 1961.  | 17.787          |
| 1971.  | 20.639          |
| 1981.  | 21.582          |
| 1991.  | 20.653          |
| 2001.  | 19.900          |
| 2011.  | 19.674          |
| 2016.  | 20.474          |
| 2021.  | 20.468          |
| 2025.  | 21.106          |

### Sinovi i kćeri grada
- Loretta di Lelio (1918.–2013.), operna pjevačica
- Gino Fondi (1920. – 1987.), biciklist
- Sirio Maccioni (1932.-2020.), ugostitelj međunarodne slave
- Mario Tullio Montano (1944.–2017.), mačevalac, sabljač
- Luca Cardelli (rođen 1954.), informatičar
- Rino Mastronardi (rođen 1969.), vozač utrka

## Zbratimljeni gradovi
- Concepción, Paragvaj
- Harrogate, UK
- Locarno, Švicarska, od 1964. (filatelističko bratimljenje)

## Vanjske poveznice
|  | Zajednički poslužitelj ima još gradiva o temi Montecatini Terme |

- Tourism in Montecatini (engl.)
- Seite der Montecatini-Therme (njem.)